# Dorotheos von Tyros (Märtyrer)

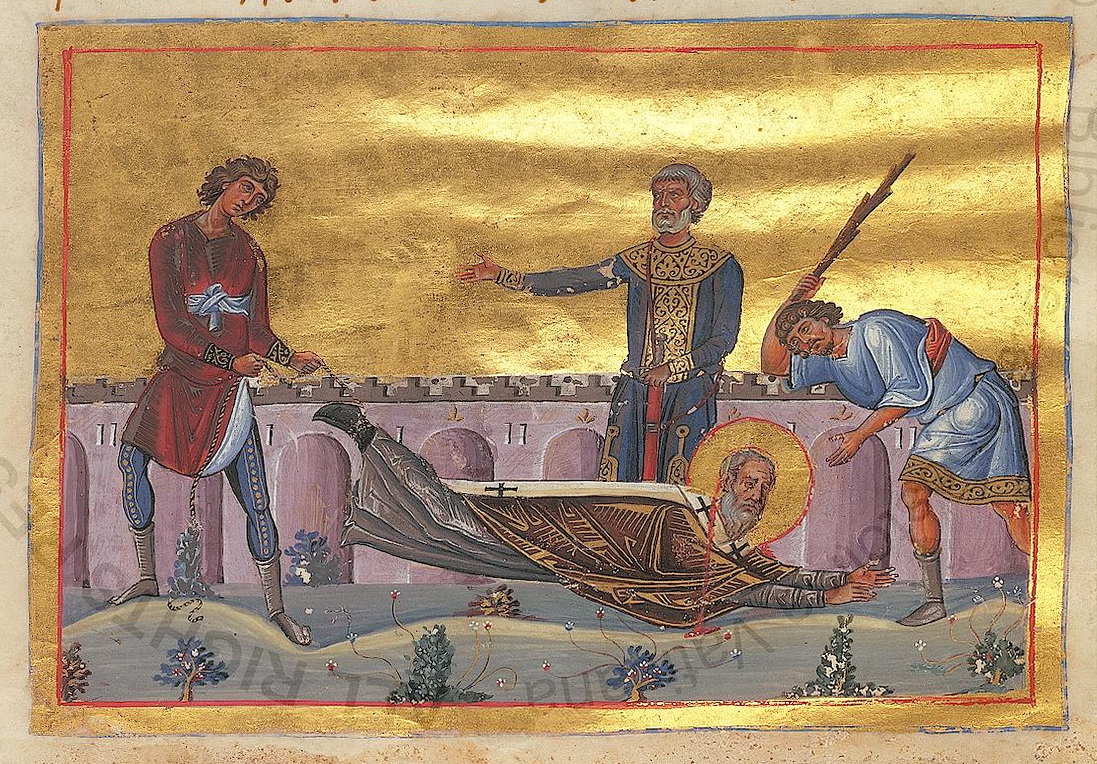
Dorotheos von Tyros (Menologion des Basileios II.)

Dorotheos von Tyros (* um 255 in Tyros; † 362 in Odyssopolis, Thrakien) war der Legende zufolge ein frühchristlicher Priester und Bischof von Tyros, der in hohem Alter als Märtyrer starb. Er wird in der katholischen und orthodoxen Kirche als Heiliger verehrt. Sein Gedenktag ist der 5. Juni. Sein Martyrium wird zum Jahr 362 bei Theophanes erwähnt. Die mit dem Namen Dorotheos verbundene Liste der 70 Jünger hat nichts mit ihm zu tun.

## Leben nach der Legende
Während der Christenverfolgung durch den römischen Kaiser Diokletian musste Dorotheos als Priester ins Exil gehen, er konnte jedoch später zurückkehren. Als Bischof von Tyros nahm er 325 am Konzil von Nizäa teil. Durch Kaiser Julian wurde er jedoch wiederum ins Exil nach Thrakien geschickt, wo er den Märtyrertod erlitt. Der 107 Jahre alte Geistliche wurde eingekerkert, verprügelt und schließlich seines Glaubens wegen ermordet.